# Gizzeria
Gizzeria (en calabrès Jezzarìa, en arbëreshë Jacari) és un municipi italià, situat a la regió de Calàbria i a la província de Catanzaro. L'any 2023 tenia 5065 habitants.

## Geografia física
Gizzeria es troba a 630 metres sobre el nivell del mar, enfilada als vessants de la vall del torrent Casale i sota el turó Micatundu, característiques que li donen unes postes de sol impressionants amb vistes a les illes Eòlies, tant a l'hivern com a l'estiu. El municipi també inclou una zona costanera que s'estén per uns 10 km. La característica peculiar d'aquest tram de costa són els vents tèrmics que el travessen. De fet, per les característiques geomorfològiques del territori, aquest tram de costa rep el nom de "La Boca del Vent", perquè és aquí on el vent es canalitza cap a l'istme de terra on hi ha un dels parcs eòlics més grans d'Itàlia. Per això, el municipi és un dels principals llocs de la Mediterrània per practicar l'esport del surf d'estel, de fet acull cada any una etapa del campionat d'Europa, i l'any 2015 va acollir una etapa del campionat del món de les categories d'hidròpter i cursa.

## Demografia
| 1r gener 2017 | 1r gener 2018 | 1r gener 2023 |
| 5.093         | 5.296         | 5.065         |

## Administració
| Dates mandat | Nom de l'alcalde/ssa | Causa finalització |
| ------------ | -------------------- | ------------------ |